# 小谷橋
小谷橋（おやはし）は、福島県会津若松市にある阿賀川に架かる国道118号（国道121号重用）の道路橋である。

## 概要
- 橋格 - 1等橋 (TL-20)
- 路線名 - 一般国道118号
- 形式 - 鋼単純活荷重合成桁橋+鋼上路式ランガー橋+鋼単純活荷重合成桁橋+単純鈑桁橋2連
- 橋長 - 158.000 m
  - 支間割 - 10.000 m + 86.400 m + 10.000 m + 2×24.400 m
  - アーチスパン - 86.400 m
  - アーチライズ - 14.400 m
- 幅員（架設当初）
  - 総幅員 - 8.700 m
  - 有効幅員 - 8.000 m
- 床版 - 鉄筋コンクリート
- 総鋼重 - 266.785 t（架設当初）
- 施工 - 横河橋梁製作所[注釈 1]
- 架設工法 - ケーブルエレクション工法

会津若松市南部の大戸町にて一級河川阿賀川（大川）とそれに並行する会津鉄道会津線、会津若松市道幹2-16号線を渡り、西詰は大戸町小谷字川端、東詰は大戸町上三寄字大豆田に位置する。橋は車道2車線で供用されており、上り線側に幅員3.0 mの人道橋が架設されている。1965年（昭和40年）竣工。アーチ部の側道橋架設は既設橋にアーチリブを増設し、門型クレーンによるタイバック工法により拡幅された。
小谷橋側道橋（P3 - A2の跨道・跨線部2径間のみ）
- 活荷重 - 群衆荷重
- 路線名 - 一般国道118号
- 形式 - 鋼2径間連続2主鈑桁橋
- 橋長 - 50.050 m
  - 支間割 - (2×24.700 m)
- 幅員
  - 総幅員 - 3.600 m
  - 有効幅員 - 3.000 m
  - 歩道幅員 - 3.000 m
- 床版 - 鉄筋コンクリート
- 橋台 - 直接基礎逆T式橋台（A2）
- 橋脚 - 直接基礎壁式橋脚（P3・P4）
- 設計 - 橋梁コンサルタント
- 施工 - 平工橋梁[注釈 2]（上部工）、秋山建設（下部工）
- 架設工法 - トラッククレーンベント工法

会津若松市立大戸小学校、大戸中学校への通学路であるにもかかわらず歩道が設置されていなかったため、歩行者交通安全性の向上のために建設された。総工費は4800万円。

## 沿革
- 1896年（明治29年） - 全長63.6 m、幅員3.6 mの吊橋が架けられる[6]。
- 1906年（昭和39年）6月 - 全長64 m、幅員3.6 mの吊橋に架け替えられる[7]。
- 1965年（昭和40年） - 現在の車道橋が架けられる。
- 2004年（平成16年） - 小谷橋側道橋が架けられる。

## 周辺
- 小谷・初瀬川家の枝垂れ桜 - 樹齢200年、高さ20 mの枝垂れ桜であり、会津若松市自然景勝指定緑地に指定されている。阿賀川の流れや周囲の山並みと併せ橋からの景観に優れる[8]。